# Дебют Цукерторта
Дебют Цукерторта  — шаховий дебют, названий на честь Йоганна Цукерторта, що починається ходом 1. Kg1-Кf3.

Початок 1.Kg1-Кf3 часто ще називають Дебютом Реті, однак, у більшості джерел, з іменем Реті пов'язують початок 1.Кf3 d5 2.c4.
Цей фланговий дебют є третім серед найпопулярніших з числа двадцяти можливих ходів, що мають білі (після 1.e4 та 1.d4).

## Продовження
Відповіді чорних, що описані у розділах Енциклопедії шахових дебютів:

### 1…Кf6
2. d4 є ідентичним до 1. d4 Кf6 2. Кf3.  2. c4 є звичайним стартом для Англійського початку, або це може повернутись до Відхиленого ферзевого ґамбіту. 2. g3 є звичайним стартом для королівсько-індійського нападу.

### 1…d5
Чорні займають центр. Білі мають багато транспозиційних варіантів. 2. d4 є знову тим ж, що і 1. d4 d5 2. Кf3. 2. g3 є королівсько-індійської атаки. 2. c4 є дебютом Реті або Англійським початком.

### 1…c5
Чорні пропонують білим зіграти 2. e4, перетворюючи партію у Сицилійський захист, Симетричний захист або у Англійський початок.

### 1…g6
Білі можуть зіграти 2.c4 для Англійського початку, 2. e4 для Сицилійського захисту, 2. g3 для королівсько-індійської атаки, і 2. d4 для староіндійського захисту.

### 1…f5
Після 1…f5, 2. d4 переходить у Голландський захист. 2. e4 бере свою ідею з Ґамбіту Стонтона.